# Maison située 20 rue Đure Salaja à Zaječar
La maison située 20 rue Đure Salaja à Zaječar (en serbe cyrillique : Кућа у Ул. Ђуре Салаја 20 у Зајечару ; en serbe latin : Kuća u Ul. Đure Salaja 20 u Zaječaru) se trouve à Zaječar, dans le district de Zaječar, en Serbie. Elle est inscrite sur la liste des monuments culturels protégés de la République de Serbie (identifiant no SK 592),.

## Présentation
Située près du centre-ville et près de la guerre, cette maison, qui prend l'allure d'une luxueuse villa, a été construite en 1937-1938 par les architectes Desimir Dančević et Klara Soates.